# Scopula lautaria
Scopula lautaria là một loài bướm đêm trong họ Geometridae.